# Simon Terodde
Simon Terodde (Bocholt, 2 de março de 1988) é um ex-futebolista alemão que atuava como atacante.
Terodde é considerado um dos maiores atacantes da história da 2. Bundesliga, a segunda divisão do futebol alemão, sendo seu maior artilheiro desde a unificação da competição a partir da temporada 1981/82 (e o terceiro na classificação quando considerado a época em que ela era regionalizada), e também bicampeão e três vezes artilheiro desta. Seu sucesso na divisão constrasta com sua passagem pela Bundesliga, a principal divisão do futebol local, onde marcou apenas 10 vezes em 58 jogos, o que o caracterizou como sendo "bom demais para a 2. Bundesliga mas não bom o suficiente para a Bundesliga". Por conta de seu sucesso na segunda divisão, também é conhecido como "Mister 2. Liga".

## Carreira
Nascido na pequena cidade de Bocholt, próxima da fronteira com os Países Baixos, Terodde jogou toda sua carreira infantil e início da profissional em clubes da região, e teve um início de carreira instável, tendo apenas relativo sucesso na equipe reserva do Duisburg e, em especial, do Köln, embora tenha chegado a ser artilheiro do campeonato alemão em seu último ano atuando nos juniores do Duisburg. Com os Geißböcke, conseguiu destaque na segunda época, quando marcou 12 gols nos 21 jogos que disputou na Regionalliga West, equivalente ao quarto nível do futebol alemão, apenas seis gols atrás do artilheiro do torneio naquele ano, Robert Mainka. Com isso, conseguiu um empréstimo ao Union Berlin, da 2. Bundesliga, deixando a região da Renânia do Norte-Vestfália pela primeira vez, e onde permaneceu fixamente a partir do ano seguinte, após marcar nove vezes em 28 jogos durante seu ano de empréstimo.[carece de fontes?]

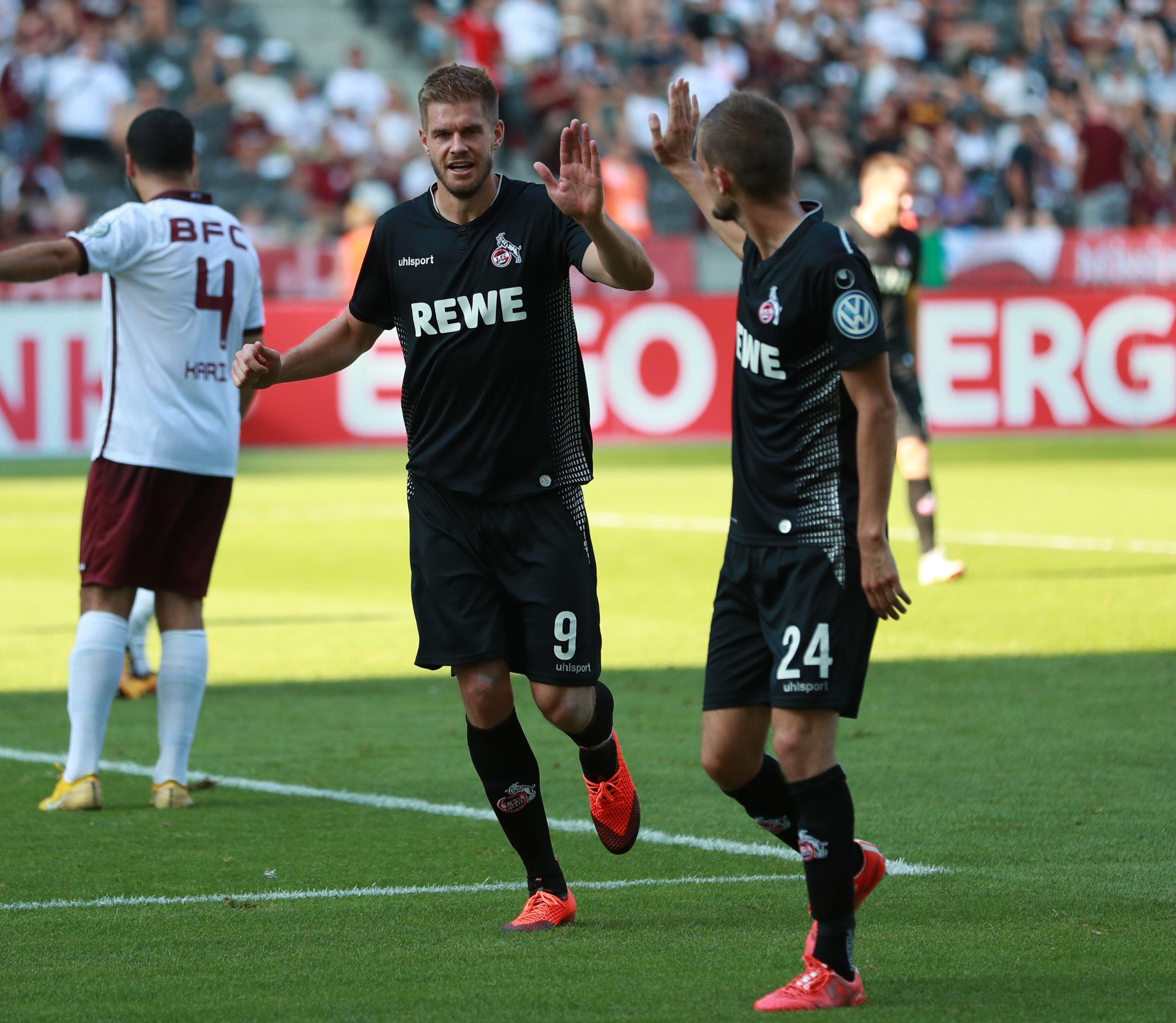
Terodde (centro, com o número nove) jogando contra o Dynamo Berlin em 2018 pelo Köln em jogo válido pela Copa da Alemanha

Apesar do sucesso no Union, Terodde acabou por se destacar, de fato, no Bochum, onde chegou em 2014 após uma temporada abaixo do que tinha apresentado nos dois anos anteriores no clube da capital (apenas cinco gols em 30 jogos naquele ano). Com a vice-artilharia do campeonato no seu primeiro ano com os Unabsteigbaren, com 16 gols (apenas um abaixo do artilheiro Rouwen Hennings), terminou o ano seguinte sendo o artilheiro do certame com 25 gols (a mesma quantidade que tinha marcado em seus três anos na Berlim Oriental). Com isso, conseguiu uma transferência para o tradicional Stuttgart, que havia sido rebaixado no ano anterior. Repetindo a temporada anterior, terminou como artilheiro com 25 gols, e desta vez, também com o título da divisão.
Com uma atuação fraca em sua segunda temporada na Bundesliga (Terodde havia disputado cinco jogos pelo Köln em sua primeira passagem pelo clube), com apenas dois gols em 15 jogos até a pausa de inverno, a popular Winterpause, acabou retornando à região da Renânia do Norte-Vestfália para uma segunda passagem pelo clube de Colônia, com os suábios trazendo de volta ao Mercedes-Benz Arena o ídolo Mario Gómez para seu lugar – jogador que também fora seu ídolo pessoal enquanto crescia, juntamente de Roy Makaay e Giovane Élber –. Embora tenha marcado 5 gols nos 15 jogos que disputou, Terodde pouco conseguiu ajudar para evitar o rebaixamento do clube naquele ano.
Novamente disputando a segunda divisão, após apenas um ano de ausência, terminou mais uma vez como artilheiro e campeão, agora com 29 gols. Embora tenha terminado como artilheiro, teve uma queda de rendimento a partir da pausa de inverno do campeonato, tendo passado de 22 gols em 17 jogos até então para os 29 em 33 jogos, perdendo a oportunidade de chegar na casa dos trinta gols, marca que havia sido conseguido pela última vez há mais de trinta anos, por Sven Demandt. Apesar disso, a temporada de Terodde terminou com 33 gols em 34 jogos após ele marcar quatro vezes nas duas partidas que disputou da Copa da Alemanha, sendo que os quatro ocorreram na histórica vitória por 9 x 1 sobre o Dynamo Berlin.
Como quando em sua passagem pelo Stuttgart, teve pouco destaque na primeira divisão, começando a maioria de seus jogos na reserva, terminando a campanha com apenas 3 gols em 23 jogos, dos quais disputou apenas sete como titular, apesar de ter marcado no seu primeiro jogo vindo do banco, em derrota por 2 x 1 para o Wolfsburg.[carece de fontes?] Deixou o clube após o fim da temporada marcada pela pandemia de COVID-19, assinando com o tradicional Hamburgo, então se preparando para iniciar seu terceiro ano na 2. Bundesliga, após ter sido até então o único clube a disputar todas as temporadas da Bundesliga desde sua criação, em 1963, e vindo de duas temporadas onde acabou perdendo o acesso no final da temporada após séries de derrotas. O Hamburgo assinou um contrato de apenas uma temporada com Terodde.
No clube do norte, se tornou o maior artilheiro da história da segunda divisão alemã desde a unificação desta em uma competição de abrangência nacional, quebrando o recorde de Sven Demandt, que marcou 121 gols (Terodde igualou e quebrou o recorde em seu segundo jogo pelo HSV, quando marcou duas vezes na vitória por 4 x 3 sobre o Paderborn em 28 de setembro de 2020[carece de fontes?]). Apesar disso, ainda está atrás de Dieter Schatzschneider, que jogou na época que a divisão era dividida por regiões e marcou 154 gols, e Karl-Heinz Mödrath, com 151 gols, que também jogou na época antes da unificação.

## Estilo de jogo

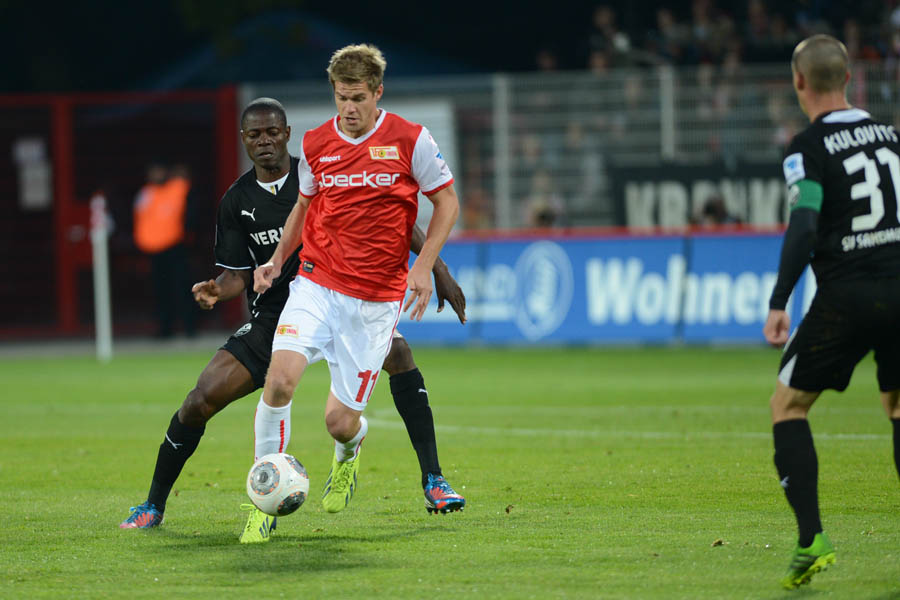
Terodde (de vermelho) enquanto ainda atuava pelo Union Berlin

Terodde é considerado um tradicional camisa nove, jogador caracterizado pelo oportunismo na frente do gol, conhecido por sempre estar "no lugar certo no momento certo". Tanto que, dos 122 gols que marcou até quebrar o recorde de gols da 2. Bundesliga, 118 gols foram a apenas 16 metros de distância do gol, incluindo 15 gols de pênalti. Sobre isso, chegou a comentar: "Eu me beneficio enormemente dos passes dos meus companheiros. Não sou aquele que tem grandes atuações individuais. Tento sempre estar dentro da área". Embora seja um jogador que participa mais do jogo quando está sem a bola, chamando a atenção da defesa adversária por conta de sua presença na área, dando poucos toques na bola quando em posse desta, e estes de forma pragmática, Terodde demonstra possuir uma boa leitura de jogo, sendo capaz de fornecer passes preciosos e importantes para colocar seus companheiros em posições perigosas contra os adversários durante os jogos.
Suas finalizações com ambos os pés foram descritas como clínicas, e também possuidor de uma forte finalização de cabeça. Dos 122 gols que tinha marcado até o momento que quebrou o recorde de gols da 2. Bundesliga, 64 foram com o pé direito, 28 com o esquerdo e 30 de cabeça. Seus números até aquele momento demonstram uma elevada eficiência: ele chuta em média 4,4 vezes ao gol para cada acerto. 57,8% das jogadas protagonizadas por ele levou perigo ao gol adversário. 31 gols foram convertidos por Terodde a partir de bolas paradas, convertidas por seus companheiros, e 19 gols em contra-ataques, sendo nestes beneficiado pela sua elevada velocidade, chegando a picos de 34 quilômetros por hora. Por conta disso, acaba correndo em média 10,759 quilômetros por jogo e consegue 25,4 tackles a cada partida, demonstrando forte movimentação e comprometimento para com o time tanto na defesa quanto no ataque, uma vez que segura a bola para seus companheiros se posicionarem quando tira(m) a bola do adversário. Sobre isso, justificou dizendo que se vê mais "como um jogador de equipe".
Durante sua melhor temporada na carreira, ocorrida na temporada 2018/19 enquanto atuava pelo Köln, dos 22 gols que ele havia marcado em seus primeiros dezessete jogos, 10 foram de cabeça. Essa média é descrita pelo seu grande posicionamento dentro da grande área, seu "timing" de corrida e salto, e sua forte presença na frente do gol. Alguns de seus gols de cabeça foram descritos como "pura classe". Seu sucesso na divisão inferior lhe rendeu o apelido "Mister 2. Liga", e é considerado como um dos maiores jogadores da história desta. Apesar disso, Terodde já foi descrito como sendo "bom demais para a 2. Bundesliga mas não bom o suficiente para a Bundesliga" por conta do contraste entre sua elevada quantidade de gols na segunda divisão, fora o impacto que causa nos clubes, sendo, por exemplo, um catalisador no retorno do Köln à boa forma, e suas passagens pelo principal nível competitivo do país, tendo marcado apenas dez vezes em 58 jogos.

## Títulos
Stuttgart
- 2. Bundesliga: 2016/17[7]

Köln
- 2. Bundesliga: 2018/19[12]

Individuais
- Artilheiro da A-Junioren Bundesliga West: 2006/07 (21 gols)[4]
- Artilheiro da 2. Bundesliga: 2015/16 (25 gols);[6] 2016/17 (25 gols);[6] 2018/19 (29 gols);[6] 2021/22 (30 gols)[6]
- Recordista de gols da 2. Bundesliga desde sua unificação em 1981/82: 177 gols[18]